# Ferrovia Lucca-Aulla
El ferrocarril Lucca-Aulla, también conocido como "ferrocarril de la Garfagnana", es una línea ferroviaria secundaria en funcionamiento que, partiendo de la ciudad de Lucca y atravesando los territorios de la Garfagnana y la Lunigiana, se une al ferrocarril Pontremolese en Aulla.
Abierta en tramos desde 1892 hasta 1959, ha pasado por dos gestiones a lo largo de los años: de 1892 a 1915 fue gestionada por FAL y a partir de 1915 la línea pasó a formar parte de la red de Ferrovie dello Stato

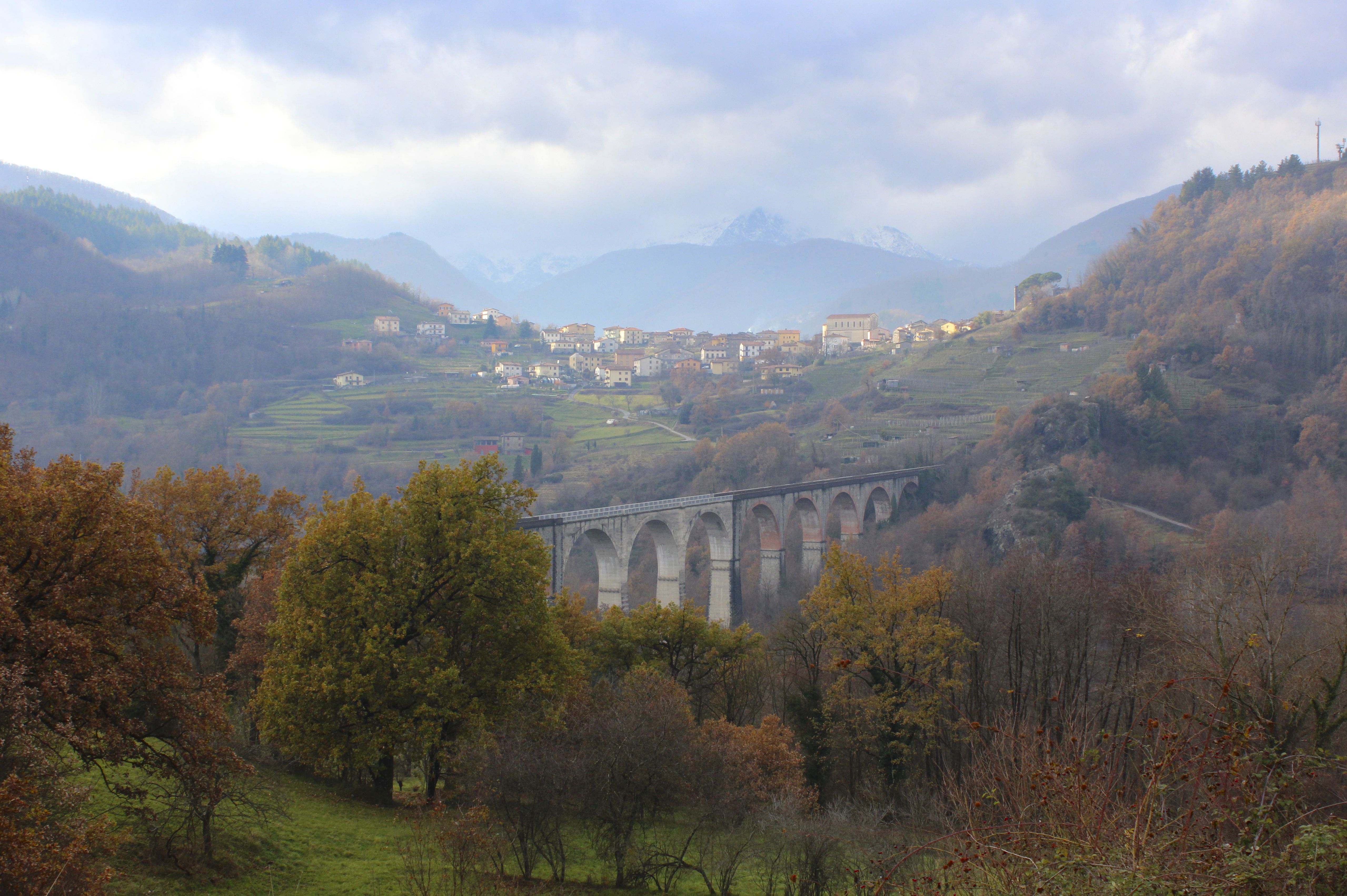
Panorama de la traza del tren en Poggio, provincia de Lucca

## Historia
Desde el punto de vista orográfico, la Garfagnana pertenece a la Toscana, pero los acontecimientos históricos la dividieron entre las esferas de influencia de Lucca, Florencia y Módena. 
Las cuestiones políticas, sumadas a la escasez de recursos y a la dificultad de los transportes, hacían de la Garfagnana una tierra pobre, donde la única posibilidad para sus pobladores la representaba la emigración. En este contexto, es evidente que la construcción de un ferrocarril se vio como la panacea para levantar la suerte del territorio.
Los primeros estudios, que datan de alrededor de 1850, se referían a una complicada línea férrea que habría conectado Lucca, que en aquel entonces formaba parte del Gran Ducado de Toscana, con Reggio Emilia, que dependía del Ducado de Reggio.
La construcción del ferrocarril Bologna-Pistoia, denominado la "Porrettana" hizo menos apremiante la necesidad de una segunda conexión transpeninsular y la incorporación de la Garfagnana a la provincia de Massa-Carrara en el momento de la creación del Reino de Italia retrasó aún más la realización del ferrocarril. Esta conexión directa entre la capital y el valle superior resultaba imposible por la existencia de los escarpados Alpes Apuanos

### Inicio de la Construcción
En 1879 se recobró interés la necesidad de dotar a la Garfagnana de un ferrocarril propio, ya no como conexión transpeninsular, sino como línea de interés local. A pesar de ello, la construcción se interrumpió en 1892, tras la inauguración del primer tramo llano de sólo 9 kilómetros desde Lucca hasta la aldea de Ponte a Moriano.
La estación de Ponte a Moriano estaba conectada con la cercana estación de ferrocarril, que a su vez estaba dotada de un sistema de vías internas y compartía la propiedad con el tranvía Lucca-Ponte a Moriano, que también estaba conectado. Cuando el tranvía dejó de funcionar en 1932, la fábrica sólo mantuvo en funcionamiento la conexión ferroviaria hasta su cierre en 1954.
En 1894, una convención de administradores de la Garfagnana instó a la reanudación de los trabajos, tras la anexión del territorio a la provincia de Lucca, y se organizaron actos a tal efecto. Al año siguiente se reanudaron las obras.
En 1905, la gestión pasó a los recién creados Ferrovie dello Stato Italiane, continuando los trabajos lentamente. La Primera Guerra Mundial desvió ciertamente el interés de este ferrocarril; en 1923 el territorio pasó a la jurisdicción de Lucca, pero ni siquiera este acontecimiento pudo desbloquear la continuación de las obras, entre otras cosas, por los numerosos derrumbes, sobre todo en la vertiente luqués, que frenaron los trabajos en el río Torbo, en el km 48,490, San Romano, Poggio y el río Calcinaia. 
Hubo que esperar hasta el 1 de agosto de 1930 para ver abierto el tramo de 2.600 km Monzone - Equi Terme. Después de otros diez años, el 21 de abril de 1940, se dio un gran paso hacia la finalización de la línea. Con gran solemnidad, se inauguró el tramo Castelnuovo Garfagnana - Piazza al Serchio (ya utilizado en concesión por la empresa Nord-Carrara). El 3 de febrero de 1944, con el túnel de Ugliancaldo, de 4.400 metros de longitud, el ferrocarril llegó a la estación de Minucciano-Pieve-Casola desde Equi Terme.
No fue hasta el fin de la Segunda Guerra Mundial, en 1953, cuando se reanudaron las obras de la línea, que se completaron el 21 de marzo de 1959 con la inauguración del tramo hasta Aulla, uniendo las estaciones de Minucciano y Piazza al Serchio con el túnel de Lupacino. El ferrocarril, con una longitud total de 89 kilómetros, se completó 75 años después de la colocación de la primera vía.

### Actualidad

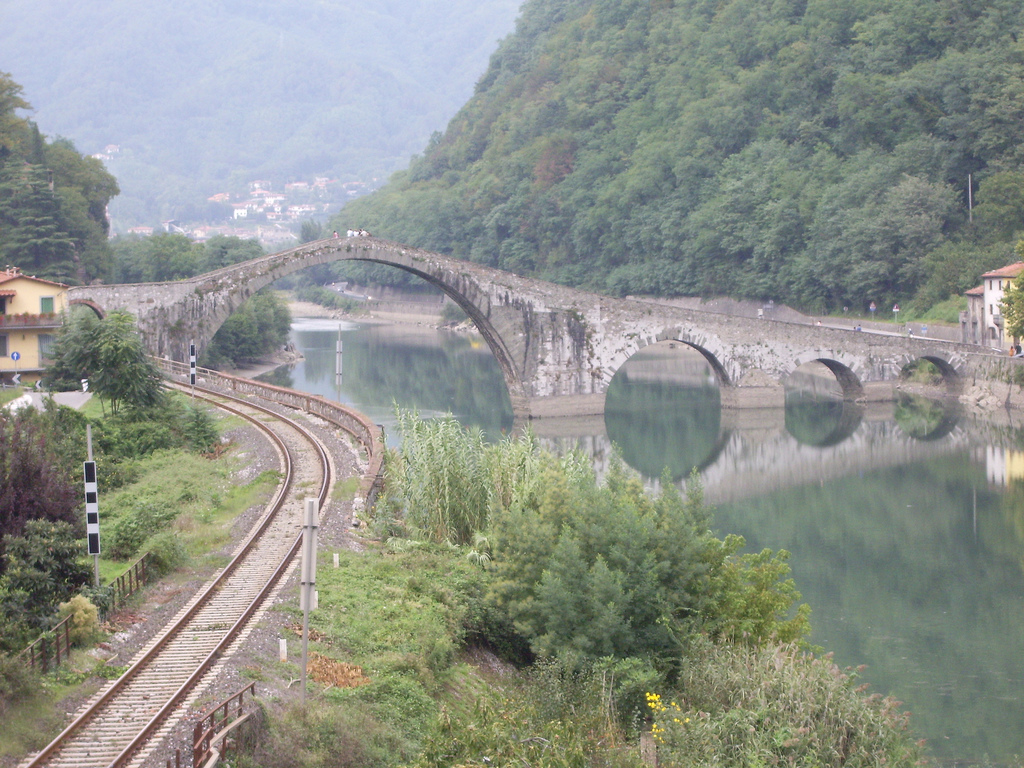
Traza del Tren en Borgo a Mozzano

Actualmente la línea es gestionada por Trenitalia en virtud del contrato de servicio estipulado con la Región de Toscana para prestar servicio de Transporte de cercanías en las Provincias de Lucca y Pisa. 
La línea es recorrida por unos 15 trenes diarios en cada sentido.
Debido al paisaje que atraviesa y a su proximidad a algunos destinos turísticos de renombre de la Toscana, el ferrocarril Lucca - Aulla ha sido testigo de la organización de numerosos trenes especiales a lo largo de los años. Entre las obras de arte más conocidas en la iconografía se encuentran numerosas imágenes que muestran el tránsito de trenes bajo un arco del llamado puente de la Maddalena en Borgo a Mozzano.